# Stephen Holland
Steve Holland, właśc. Stephen Roy Holland (ur. 31 maja 1958 w Brisbane) – australijski pływak, mistrz świata (1973), brązowy medalista olimpijski (1976), wielokrotny rekordzista świata na 800 m i 1500 m stylem dowolnym.

## Kariera sportowa
5 sierpnia 1973, bezpośrednio przed mistrzostwami świata w Belgradzie pobił o prawie 15 sekund należący do Mike’a Burtona rekord świata w wyścigu na 1500 m stylem dowolnym, osiągając rezultat 15:37.80 (w trakcie wyścigu pobił także rekord świata na 800 m, wynikiem 8:17.60). Na mistrzostwach świata w 1973 zwyciężył na tym samym dystansie, bijąc własny rekord świata wynikiem 15:31.85 (przy okazji pobił także rekord świata na 800 m (wynikiem 8:16.27), pół mili, 1000 m i 1 milę – ostatnie trzy wyniki nie były oficjalnie odnotowywane jako rekordy świata przez Światową Federację Pływacką – Holland nie zauważył, że przekroczył linię mety i przepłynął ponad 100 jardów więcej).
Na początku 1974 zwyciężył w wyścigu na 1500 m stylem dowolnym na Igrzyska Brytyjskiej Wspólnoty Narodów. Jego wynik (15:34.73) był gorszy od rekordu świata, ale w trakcie wyścigu pobił rekord świata na 800 m stylem dowolnym, wynikiem 8:15,88. W latach 1974–1976 jeszcze czterokrotnie poprawił rekord świata na 800 m (kolejno 8:15,02 (17.01.1975), 8:15,02 (25.01.1975), 8:06,27 (27.02.1976) i 8:02,91 (29.02.1976)) i dwukrotnie na 1500 m (15:27.79 – 25.01.1975) i 15:10.89 – 27.02.1976). Bezpośrednio przed igrzyskami olimpijskimi w 1976 oba rekordy utracił na rzecz Bobby’ego Hacketta (800 m) i Briana Goodella (1500 m). Na igrzyskach zajął trzecie miejsce w wyścigu na 1500 m, z rekordem życiowym 15:04.66, wyprzedzony zarówno przez Goodella (który pobił własny rekord świata), jak i Hacketta, natomiast na 400 m stylem dowolnym był piąty. Po igrzyskach zakończył karierę sportową.
W 1985 otrzymał Order Australii. W 1989 został członkiem International Swimming Hall of Fame, w 2000 otrzymał Australian Sports Medal.